# Liste des seigneurs de Tinténiac
Tinténiac est mentionné pour la première fois en 1032 dans le cartulaire de l'abbaye Saint-Georges de Rennes, l'église et le bourg y sont alors donnés par le duc de Bretagne Alain III à sa sœur Adèle Ire (morte en 1067), abbesse de Saint-Georges de Rennes en 1032, à l'occasion de la fondation de l'abbaye.
L'abbaye rétrocède  dès 1036 une partie de son fief au chevalier Donoual ou Donoald. L'abbesse demande alors à Donoual de construire un château fort pour protéger ses terres (il s'agit d'une forteresse aujourd'hui remplacé par le château de Montmuran). Les successeurs de Donoal porteront longtemps le nom d'Ismaëlites, peut-être à la suite d'un pèlerinage en Terre-Sainte fait par Guillaume au début du XIe siècle. Ils prennent le nom de Tinténiac à la fin du XIIe siècle.
La seigneurie de Tinténiac était une châtellenie d'ancienneté et s'étendait sur sept paroisses, avec un droit de haute justice.
En 1168, Henri II, roi d'Angleterre, guerroyant contre Eudon de Porhoët détruisit de fond en comble le château de Tinténiac. Ce fut alors que les héritiers des Ismaëlites bâtirent à quelque distance de Tinténiac, dans la paroisse des Iffs, le château de Montmuran.
En 1351, le chevalier Jean de Tinténiac s'illustre dans le combat des Trente qui a lieu à Mi-Voie près de Josselin. 
Isabeau de Tinténiac, la fille unique de Jean de Tinténiac épouse vers 1347 Jean de Laval, seigneur de Châtillon-en-Vendelais. Elle apporte à la famille de Laval toute la seigneurie de Tinténiac-Montmuran. 
La seigneurie passe ainsi aux Familles Laval (en 1352, à Jean de Laval seigneur de Châtillon-en-Vendelais), Coligny (en 1547, à l'amiral Gaspard II de Coligny), Huchet seigneurs de la Bédoyère (en 1662), Coëtquen (en 1665), puis au comte de Mornay et à la famille de la Motte, seigneurs du Boisthomelin (en 1750 et en 1789).
Le château, ruiné, fut reconstruit en 1419 par Anne (1385-25 janvier 1466), dame héritière de Laval et de Tinténiac, qui obtint du duc Jean V la permission de lever un fouage pour cet objet.
Le fief de Tinténiac, paroisse de Tinténiac, comté de Rennes, en qualité de seigneur, fut tenu chronologiquement par les :
- famille de Tinténiac ;
- famille de Laval ;
- Maison de Rieux ;
- Maison de Coligny ;
- famille de Coëtquen.

## Famille de Tinténiac
- Donoal (mort après 1036), chevalier, 1er seigneur de Tinténiac, mentionné dans un titre de Saint-Georges de Rennes en 1036 ;
- Guillaume Ier de Tinténiac l'Ismaélite (mort après 1060), seigneur de Tinténiac, fils du précédent,
- Eudes de Tinténiac, seigneur de Tinténiac, fils du précédent,
- Alain Ier, seigneur de Tinténiac, fils du précédent,
- Guillaume II de Tinténiac, seigneur de Tinténiac, fils du précédent. Il fit don du manoir de la Bouhourdais au début du XIIIe siècle aux Hospitaliers de l'ordre de Saint-Jean de Jérusalem[1].
- Olivier Ier de Tinténiac, chevalier banneret (avant 1211), seigneur de Tinténiac, fils du précédent,
- Alain II (mort après 1248), seigneur de Tinténiac, croisé en 1248, fils du précédent,
- Olivier II de Tinténiac (mort après 1269), seigneur de Tinténiac, fils du précédent,
- Guillaume III (mort après 1303), seigneur de Tinténiac et de Bécherel, fils du précédents,
- Olivier III (mort après 1319), seigneur de Tinténiac, de Bécherel, de Romillé et de La Roche-Moysan (1294), fils du précédent,
- Briand de Tinténiac, seigneur de Tinténiac, et de Bécherel, fils du précédent, mort sans postérité,
- Jean de Tinténiac (mort le 14 août 1352 tué à la bataille de Mauron), seigneur de Tinténiac, de Bécherel, et de Romillé, seigneur consort de Combourg, chevalier qui s'illustre dans le Combat des Trente qui a lieu à Mi-Voie près de Josselin, frère du précédent,
- Isabeau, dame héritière de Tinténiac, de Bécherel, et de Romillé, fille unique du précédent,
mariée vers 1347 à Jean de Laval-Châtillon, fille du précédent,

Elle apporte à la famille de Laval toute la seigneurie de Tinténiac-Montmuran.

## Famille de Laval

### Deuxième Maison de Laval
- Jean de Laval-Châtillon, 
marié vers 1347 à Isabeau, dame héritière de Tinténiac, de Bécherel et de Romillé, dont :
- Jeanne de Laval-Tinténiac (morte le 27 octobre 1437), dame héritière de Châtillon, d'Aubigné, Courbeveille, dame héritière de Tinténiac, de Bécherel et de Romillé ; 
mariée à la chapelle de Montmuran aux Iffs en 1374 à Bertrand Du Guesclin, Comte de Longueville, sans postérité, puis ;
mariée le 28 mai 1384 à son cousin Guy XII, comte de Laval, gouverneur de Bretagne, dont :
un enfant mort en 1398 ;
Guy, (mort en 1404) ;
et :

- Anne (1385-25 janvier 1466), dame héritière de Laval, baronne héritière de Vitré, vicomtesse héritière de Rennes, de Châtillon, de Gavre, d'Acquigny, d'Aubigné, Courbeveille, dame héritière de Tinténiac, de Bécherel et de Romillé,

### Maison de Montfort-Laval
- Guy XIV de Laval, fils de la précédente.
- Guy XV de Laval, fils du précédent.
- Guy XVI de Laval (1er octobre 1476-20 mai 1531), comte de Laval, baron de Vitré, vicomte de Rennes, baron de La Roche-Bernard, seigneur de Montfort, de Gaël, baron de Quintin, du Perrier, seigneur d'Avaugour (en Plésidy), de Beffou, de Belle-Isle, châtelain de La Bretesche, seigneur de La Roche-en-Nort, de Laz, de Tinténiac, de Bécherel, de Lohéac, seigneur de La Roche-d'Iré et de Gavre, chevalier de l'Ordre de Saint-Michel, lieutenant-général en Bretagne, gouverneur et lieutenant-général en Bretagne, capitaine de Rennes, amiral de Bretagne, neveu du précédent.
marié le 27 janvier 1500 à Charlotte d'Aragon-Naples (morte 1506), héritière du royaume de Naples, Princesse de Tarente, dont :
Guy, mort jeune ;
Louis, mort jeune ;
François (mort le 27 avril 1522 à la bataille de la Bicoque), comte de Montfort-l'Amaury ;
Catherine (1504-31 décembre 1526), dame de la Roche-Bernard ;
mariée le 11 novembre 1518 avec Claude Ier (1497-1532), seigneur de Rieux, dont :
Renée de Rieux dite Guyonne XVIII, (1524-13 décembre 1567), comtesse de Laval, de Montfort, baronne de Quintin, vicomtesse de Donges ;
Claudine de Rieux, dame de la Roche-Bernard, de Rieux, et de Rochefort, dame héritière de La Bretesche ; 
mariée le 9 décembre 1548 (Saint-Germain-en-Laye) à François de Coligny d'Andelot, dont :
Marguerite de Coligny d'Andelot (née le 28 février 1553) ;
mariée à Julien de Tournemine, seigneur de Montmoreal ;
Paul de Coligny dit Guy XIX de Laval, (13 août 1555 - 15 avril 1586, Taillebourg), comte de Laval, de Montfort, d'Harcourt, et baron de Quintin,
François II de Coligny d'Andelot (23 août 1559-9 avril 1586), seigneur de Rieux,
Anne de Laval (23 septembre 1505 - Vitré † 1554 - Craon), baronne héritière de Laz, 
mariée le 23 janvier 1521 à François de la Trémoille, lui apportant ainsi ses prétentions au trône de Naples et le titre d'altesse accordé à leurs descendants, dont :
Louis III (1521-25 mars 1577 - inhumé à Notre-Dame de Thouars), 1er duc de Thouars, prince de Talmond et de Tarente, comte de  Taillebourg et de Benon, seigneur de Gençay (1542-1550), baron de Sully et baron de Craon et baron de Marans et baron de Noirmoutiers, comte de Taillebourg, de Guînes et de Benon, baron de Sully et de Craon, seigneur de Mauléon, de l'Isle-Bouchard, de Berrie, de Briolay, de La Chaize-le-Vicomte, de Sainte-Hermine, de Neuvy et de Bommiers, lieutenant-général du roi en Poitou, en Saintonge et de La Rochelle, capitaine de 100 hommes d'armes des ordonnances,
marié le 29 juin 1549 à Jeanne de Montmorency (1528-1596), fille d'Anne duc de Montmorency et de Madeleine de Savoie (petite fille de Philippe II de Savoie,  dont :
Anne, prince de Talmont, mort jeune,
Louis, comte de Benon, mort jeune,
Claude (1566-25 octobre 1604, château de Thouars 1604), duc de Thouars, prince de Talmond et de Tarente, comte de Guînes, de Benon et de Taillebourg, baron de Sully et de Craon, seigneur de l'île-Bouchard, de Montaigu, de La Chaize-le-Vicomte, de Mareuil, de Sainte-Hermine, de Doué, de Mauléon, de Berrie, de Didonne et de Rochefort, pair de France, conseiller aux Conseils d'État et privé, capitaine de 100 hommes d'armes des ordonnances,
marié le Modèle:Fte (Châtellerault) à Charlotte-Brabantine d'Orange-Nassau (27 septembre 1580 - Anvers-19 août 1631 - Châteaurenard), dont :
Henri III  (22 décembre 1598, château de Thouars-21 janvier 1674, château de Thouars), duc de Thouars, prince de Tarente, et de Talmont, comte de Guînes, de Benon et de Taillebourg, marquis d'Espinay, seigneur de Sérigné, de Mauléon, de Berrie, de Didonne et de Loudun, baron de Quintin, seigneur d'Avaugour, comte de Laval (parfois appel Guy XXI de Laval), baron de Vitré, vicomte de Rennes, seigneur de Montfort, de Gaël, de Mauron, châtelain du Désert-à-Domalain, seigneur de Bécherel, pair de France, chevalier de l'ordre de Saint-Michel et du Saint-Michel,
marié le 19 janvier 1619 à Marie de La Tour d'Auvergne (morte en 1665), dont :
Henri Charles (17 décembre 1620, Thouars-14 septembre 1672, Thouars),
Louis Maurice (mort en 1681),
Élisabeth (1628-1640),
Marie-Charlotte (1632-1682),
Arnaud-Charles (1635-1643),
Frédéric (1602-février 1642, Venise), comte de Benon, seigneur de Mauléon et de Didonne,
Élisabeth (1601-1604),
Charlotte (1599-1664) qui épousa, le 26 juin 1626, James Stanley, comte de Derby, 1602-1664,
de sa relation avec Anne Garand :
Hannibal (mort après mai 1630), vicomte de Marcilly, gouverneur et Lieutenant pour le roi du château de Taillebourg,  
marié en 1629 à Jacquette Derays, issue d'une vieille famille bourgeoise de Thouars,
Louise, morte jeune,
Charlotte-Catherine (1568-28 août 1629),
mariée le 16 mars 1586 à Henri Ier de Bourbon-Condé,
d'une autre relation il aura :
Louis ( † après septembre 1551), légitimé en septembre 1551,
François (mort après 1583), baron de Bournezeau, seigneur de Molinfron, chevalier de l'ordre de Saint-Michel, gentilhomme ordinaire de la chambre du roi,
marié le 12 octobre 1581 avec Jeanne de Cugnac, dame héritière de Jouy, sans postérité,
François (mort en 1555), comte de Benon, baron de Montaigu, de Mareuil et de Mornac, seigneur de Curson et de Champdolent,
marié à Françoise du Bouchet, sans postérité,
Charles, seigneur de Mauléon, de l'île de Marans et de Doué, protonotaire du Saint-Siège, abbé de Saint-Laon et de Notre-Dame de Chambon, près de Thouars,
Georges II (mort en décembre 1584 - Poitiers - inhumé à Notre-Dame de Thouars), seigneur de Royan, d'Olonne, de Gençay et de Saujon, abbé de Notre-Dame de Chambon et de Saint-Laon de Thouars, seigneur de Kergorlay, de Laz (qu'il vendit par petits bouts), et de Saint-Août, conseiller aux Conseils d'État et privé, chevalier de l'ordre du Saint-Esprit, sénéchal du Poitou, capitaine de Poitiers,
marié le 13 novembre 1563 à Madeleine de Luxembourg, dame héritière de Plélo, fille de François II, vicomte de Martigues, dont :
Gilbert, baron puis en octobre 1592 marquis de Royan, et baron puis en janvier 1600 comte d'Olonne, mort le 25 juillet 1603),
Claude (mort en 1566), baron de Noirmoutier et de Mornac, seigneur de Châteauneuf-sur-Sarthe, de Saint-Germain, de Buron et de La Roche d'Iré, chevalier de l'ordre de Saint-Michel, gentilhomme ordinaire de la chambre du roi,
marié le 23 février 1557 à Antoinette de Maillé (morte le 20 mars 1585), dame héritière de Saint-Mars-la-Jaille,
Gui (1527-1538),
Anne, morte jeune,
Louise, dame héritière de Rochefort, vicomtesse de Montségur,
mariée le 15 septembre 1538 à Philippe de Lévis, baron de Mirepoix, maréchal de La Foi, sénéchal de Carcassonne et de Béziers,
Jacqueline (mort en 1599), dame héritière de Marans, de l'Île de Ré, de Brandois, de La Mothe-Achard et de Sainte-Hermine,
mariée en 1559 à Louis IV de Bueil (mort en 1563), comte de Sancerre,
Charlotte  (morte après 1553) qui prit le voile à Fontevrault le 10 janvier 1535 (B.Yeurc'h) (généalogie de La Trémoïlle),
marié le 5 mai 1517 à Anne de Montmorency (morte le 26 juin 1525), dont :
Claude de Montfort-Laval, futur Guy XVII de Laval,
Marguerite, dame du Perrier,
mariée le 18 mai 1529 (Vitré) à Louis V de Rohan, (1513-1557), baron de Lanvaux,
Anne,
mariée le 16 février 1539 à Louis de Silly, seigneur de La Roche-Guyon,
marié le 24 août 1526 à Antoinette de Daillon (vers 1500-avant le 4 juillet 1538), dont :
Charlotte, héritière de Tinténiac,

- Charlotte, (vers 1530-3 mars 1568 - Orléans), héritière de Tinténiac, 
mariée le 16 juin 1547 dans la chapelle du château de Montmuran à Gaspard II de Coligny, dont :
François de Coligny (1555-1591), comte de Coligny et seigneur de Châtillon,
Louise de Châtillon-Coligny (1555-1620),
mariée en 1583 à Guillaume Ier d'Orange-Nassau, stathouder de Hollande, dont :
Frédéric-Henri (1584-1647).

## Maison de Coligny
- François de Coligny (1555 † 1591), comte de Coligny et seigneur de Châtillon,
marié le 18 mai 1581 à Marguerite d'Ailly (morte en 1604), fille de Charles d'Ailly, seigneur de Seigneville, dont :
Henri (mort le 10 septembre 1601 à l'assaut d'Ostende) comte de Coligny et seigneur de Châtillon,
Gaspard III, Le Maréchal de Chastillon,
Charles, seigneur de Beaupont,
Françoise ( † 1637),
mariée en 1602 à René de Talensac, seigneur de Londrières.

- Gaspard III (1584-4 janvier 1646) comte puis duc de Coligny, maréchal de France (Maréchal de Chastillon),
marié le 13 août 1615 à Anne de Polignac (1598-1651), dont :
Maurice (16 octobre 1618 à Châtillon-sur-Loing-23 mai 1644 à Vincennes dans un duel avec le duc de Guise), Comte de Coligny,
Gaspard IV de Coligny (9 juin 1620 à Châtillon-sur-Loing-9 février 1649, château de Vincennes), duc de Châtillon puis duc de Coligny 1648, maréchal de France (1649),
marié en 1645 à Élisabeth Angélique de Montmorency-Bouteville (1627-1695),
Henriette,
Anne (4 septembre 1624 à Châtillon-sur-Loing † 13 janvier 1680 à Riquewihr),
mariée en 1648 à George II, comte de Montbéliard (1626-1699),

- Henriette de Coligny (1618-1673), héritière de la châtellenie de Tinténiac,
mariée en août 1643 à Thomas Hamilton, comte de Haddington, puis,
mariée en 1653 Gaspard de Champagne, comte de la Suze (mariage annulé),

Henriette de Coligny vendit en août 1662 la châtellenie de Tinténiac, moyennant 273 000 livres, à Gilles Huchet, seigneur de la Bédoyère.
Mais un parent de Mme Hamilton, Henri de Coëtquen, qualifié de marquis de la Marzelière, demanda le retrait lignager au Parlement de Paris qui fut accordé en août 1665.

## Famille de Coëtquen

Armes de la Famille de Coëtquen : Bandé d'argent et de gueules.

- Henri de Coëtquen (mort avant 1680), marquis de La Marzellière, résident au Château de Montmuran, fils de Malo Ier (mort en août 1674), comte de Combourg, marquis de Coëtquen, Gouverneur de Saint-Malo, et Françoise Giffart de La Marzellière (morte le 14 juillet 1677),
marié le 22 octobre 1668 (chapelle du Château de Montmuran) à Madelaine (dite Guillemette) Belin, dont : 
Jean (1676-mort à la guerre en 1693),
Françoise,

- Françoise Renée de Coëtquen (9 mai 1670-19 mai 1743), châtelaine de Tinténiac,
mariée le 2 septembre 1685 à Henri Charles de Mornay (mort le 9 décembre 1688 à Mannheim), marquis de Montchevreuil, chevalier de l'ordre du Saint-Esprit, aide de camp de Monsieur Le Dauphin, sans postérité,

Françoise de Coëtquen décéda sans postérité, laissant une grande fortune à de nombreux héritiers collatéraux. Ces derniers vendirent la châtellenie de Tinténiac à Joseph-Marie de la Motte, seigneur du Boisthomelin, le 7 juillet 1750.
Joseph-Marie de la Motte, qualifié dès lors comte de Montmuran, fonda en 1787 une maison des Filles de la Sagesse aux Iffs, de concert avec sa femme Marie-Anne de Vion. Cette dame mourut l'année suivante et le comte de Montmuran décéda, émigré à Jersey, le 18 octobre 1795, âgé de quatre-vingt-deux ans. Il ne laissait point d'enfants et son principal héritier fut son neveu Pierre - Martial de la Motte, qualifié dès 1784 de marquis de Montmuran et décédé en 1823. Mais le 13 juillet 1794 le château et la terre de Montmuran avaient été nationalement vendus.